# Gundula Janowitz
Gundula Janowitz (Berlijn, 2 augustus 1937) is een Oostenrijkse sopraan. Zij zong in opera’s, oratoria en op concerten.

## Carrière
Gundula Janowitz studeerde in Graz en begon in de late jaren vijftig op te treden onder dirigenten als Herbert von Karajan. Von Karajan haalde haar in 1959 als "Barbarina" in Mozarts Le nozze di Figaro in de Weense Staatsopera. In de jaren zestig en zeventig was ze wereldwijd een veelgevraagde zangeres, een van de grootsten in haar vakgebied. Ze maakte veel grammofoonplaten en cd’s. Daarop zong ze werken van de meest uitlopende componisten, van Johann Sebastian Bach tot Richard Strauss. Dat deed ze met toonaangevende dirigenten als Von Karajan, Otto Klemperer, Karl Böhm, Eugen Jochum, Leonard Bernstein, Rafael Kubelik, Georg Solti en Carlos Kleiber.
Janowitz trad ook vaak op tijdens liederavonden op de Salzburger Festspiele. Haar vocale carrière zette ze voort als zanglerares. In 1990 werd ze tijdelijk directeur van de Opera in Graz.
In 1990 nam ze officieel afscheid van de bühne, maar in de jaren daarna trad ze nog weleens op, onder meer in het Amsterdamse Concertgebouw in 1996.
Gundula Janowitz is getrouwd met de Berlijnse operaregisseur Nicholas Sulzberger en woont in de omgeving van Sankt-Pölten, Neder-Oostenrijk.

## Stem en repertoire
Gundula Janowitz' stem wordt gekenmerkt door een zeer helder, zuiver, tremolovrij geluid met weinig vibrato. Ze had een speciale ademhaling en behield tot op oudere leeftijd een jeugdige stemklank. Haar timbre wordt in de hoogte en het middenregister gekenmerkt door een lyrisch-pathetische expressie. Soms zong ze dramatische rollen (Sieglinde, Leonore) of komische rollen (Marcellina, Rosalinde). Maar vooral als gravin Almaviva, Pamina, Agathe, Eva, Gutrune, Arabella, Ariadne en Gravin in Capriccio schitterde ze.
- Bibsys: 1002934
- Biblioteca Nacional de España: XX848987
- Bibliothèque nationale de France: cb13895579p (data)
- CiNii: DA03981906
- Gemeinsame Normdatei: 120540231
- International Standard Name Identifier: 0000 0001 1448 5174
- Library of Congress Control Number: n83065674
- Nationale Bibliotheek van Letland: 000106574
- MusicBrainz: 5dea2dba-bf0d-4087-9117-40f90e4134ee
- Nationale Bibliotheek van Tsjechië: mzk2004243638
- Nationale bibliotheek van Australië: 36549051
- Nationale Bibliotheek van Israël: 987007444832605171
- Nationale Bibliotheek van Polen: a0000002564073
- Nationale en Universitaire bibliotheek Zagreb: 000043141
- Nederlandse Thesaurus van Auteursnamen: 07077398X
- Réseau des bibliothèques de Suisse occidentale: 02-A003419877
- Istituto Centrale per il Catalogo Unico: MILV191156
- LIBRIS: 268287
- SNAC: w6qv3tm3
- Système universitaire de documentation: 111696127
- Trove: 1286307
- Virtual International Authority File: 76500447
- WorldCat: E39PBJhH4vMqFbwtQmJD7K7rbd